# Перфецкий, Леонид
Леонид Перфецкий (укр. Леонід Перфецький; 23 февраля 1901, местечко Ладыжинцы Уманского уезда Киевской губернии — 25 октября 1977, Монреаль, Канада) — украинский художник — баталист, график, иллюстратор.

## Биография
Окончив среднюю школу в Орле, продолжил учёбу в Московском и Казанском университетах, затем в Петергофской школе прапорщиков.
В 1917—1920 гг. — активный участник национально-освободительной борьбы и гражданской войны на Украине.
После поражения армии Украинской народной республики Леонид Перфецкий оказался в эмиграции в лагере для интернированных (1920—1922).
Переехав в Польшу, прошел серьёзную школу обучения живописи во Львове в мастерской Олексы Новакивского, затем поступил и успешно окончил Академию художеств в Кракове.
Леонид Перфецкий — член созданного в 1922 г. «Кружка деятелей украинского искусства». В июне того же года участвовал в первой выставке Кружка, организованной во Львове, на которой представил картины «Налетов мазепинцев», «Батарея в опасности», «Черные запорожцы» и ряд других произведений батального жанра.
В 1925 г. переехал в Париж, где продолжил учёбу в художественной школе Андре Лота. В этот период под влиянием французских мастеров увлекался различными новаторскими течениями в искусстве.
Вторую мировую войну встретил во Франции. В 1941 г. был отправлен на сельскохозяйственные работы в Германию.
При содействии действовавшего в Кракове Украинского координационного комитета (УКК) под председательством В.Кубийовича в 1942 художник был устроен на работу иллюстратором в ежемесячник «Наши Дни», выпускаемый «Украинским Издательством» во Львове. Тогда же Перфецкий стал работать преподавателем рисунков в украинской художественной школе.
В 1944 г. Леонид Перфецкий вступил в дивизию СС «Галичина» и в качестве военного художника — корреспондента принимал участие в боях с частями советской армии.
После разгрома дивизии СС «Галичина» в 1945 г. оказался на территории Австрии в лагере военнопленных в Зальцбурге.
В 1954 г. художник переехал в Канаду, где поселился на жительство в Монреале. Здесь он проживал в Украинском доме для престарелых в Кот-де-Нэж при Оратории св. Иосифа до последних лет жизни. Художник был похоронен на кладбище Монт-Роял (Mont-Royal) в Монреале.
В 1962 г. в Эдмонтоне была организована выставка произведений художника.

## Творчество
Леонид Перфецкий создал ряд картин и серии рисунков на тему боевой истории Галицкой армии и Армии УНР, а также полотен исторического жанра:
- 6-я Сечевая стрелковая дивизия в Станиславе. 1919
- Зимний поход. Атака конницы
- Взятие Киевского арсенала. 1918
- Бой с поляками за железнодорожный вокзал во Львове
- Оборона студенческим куренем железнодорожной станции Круты, 29 января 1918 года
- Бой с татарами
- Казаки под Трапезундом
- Встреча Карла ХІІ с казаками
- Артиллерия Чёрной дивизии вступает в Киев
- Бой под Чертковым с армией Галлера и др.

Является автором одного из первых украинских комиксов, в котором отражена история борьбы УПА во время Второй мировой войны.
Впервые серия рисунков Перфецкого под названием «Україна в боротьбі з наїзниками» была напечатана в 1953 г. в газете «Америка» в США. Через 55 лет после первого выхода этого произведения тернопольский Союз Украинской Молодежи инициировал переиздание «Комиксов про УПА» на Украине.
Леонидом Перфецким в 1967 году по случаю 50-летия со дня организации Корпуса под командованием полковника Е.Коновальца была создана юбилейно-памятная награда Корпуса Сечевых Стрельцов (Киевских).
Имя Л. Перфецкого присвоено одной из улиц города Львова.